# Mouneïssa
Albums de Rokia Traoré
Wanita
Mouneïssa est le premier album de Rokia Traoré sorti en 1998 chez Label Bleu. Cet album très attaché à la musique traditionnelle malienne a été produit avec l'aide de la maison de la culture d'Amiens, ville où résidait Rokia Traoré.

## Liste des titres de l'album
| No | Titre     | Durée |
| -- | --------- | ----- |
| 1. | Laidu     |       |
| 2. | Mouneissa |       |
| 3. | Finini    |       |
| 4. | Dianguina |       |
| 5. | Sabali    |       |
| 6. | Tchiwara  |       |
| 7. | Fatalite  |       |
| 8. | Sakanto   |       |
| 9. | Se        |       |

## Musiciens
- Rokia Traoré - Chants
- Andra Kouyaté – N'goni
- Baba Sissoko – N'goni, petites percussions
- Oumar Diallo – Guitare basse
- Abdoul Wahab Berthé – Guitare basse
- Samba Diarra – Balafon
- Dimba Camara – Percussions (guitare)
- Souleymane Ann – Percussions